# 緋ぢりめん博徒
『緋ぢりめん博徒』（ひぢりめんばくと）は、1972年11月21日に東映で公開された日本映画。カラー、86分。

## 概要
『純子引退記念映画 関東緋桜一家』で引退した藤純子に代わって、中村英子らのポスト藤純子の女優を発掘するために作られた任侠映画である。

## キャスト
- 鬼百合のお勝：中村英子
- ハイカラのお仲：池玲子
- 江戸川お秀：土田早苗
- 浜千鳥のお紋：藤浩子
- 流れ星のお蘭：松平純子
- 佃の徳松：山城新伍
- 水神吉五郎：小池朝雄
- 帝釈天牛五郎：名和宏
- 新川辰造：大木実
- 夏江：女屋実和子
- お妻：堀越光恵
- 竹本増衛門：中村錦司
- 荒木田藤助：楠本健二
- 滝川警部：沼田曜一
- 近藤錦一：北斗学
- 花輪の次郎：五十嵐義弘
- ども松：大木晤郎
- 田島刑吏：秋山勝俊
- 榎屋三右衛門：矢奈木邦二郎
- 亀有の弥吉：宮城幸生
- 宝井甚兵衛：村居京之輔
- 多助：蓑和田良太
- 安吉：丘路千
- おりゅう：星野みどり
- 市五郎：毛利清二
- お多福吉三：畑中伶一
- 岡島刑事：疋田泰盛
- 川端刑事：土橋勇
- 三次：福本清三
- 鬼神の源蔵：岩尾正隆
- 胴元：木谷邦臣
- 女郎：ひろみどり
- 〃：司京子
- 〃：東映子
- 〃：穂積かや
- 女囚：榊浩子
- 〃：林三恵
- 〃：丸平峰子
- 〃：牧淳子
- 〃：岡嶋艶子
- 佐倉政之進：菅原文太
- ノンクレジット
- 吉五郎の子分：有田剛
- 刑吏：森源太郎
- 新川の子分：小坂和之

## スタッフ
- 企画：俊藤浩滋、日下部五朗
- 原案：団鬼六
- 監督：石井輝男
- 脚本：高田宏治
- 撮影：赤塚滋
- 美術：富田治郎
- 音楽：鏑木創
- 録音：荒川輝彦
- 照明：北口光三郎
- 編集：市田勇
- 助監督：清水彰

## 同時上映
『日蔭者』
- 原案：藤原審爾 / 脚本：棚田五郎 / 監督：山下耕作 / 主演：鶴田浩二
- 鶴田浩二の同名の曲を映画化。

## 映像ソフト
- 2011年6月21日より東映ビデオからDVDが発売されている。